# Родді Пайпер
Родерік Джордж Тумбс (англ. Roderick George Toombs) (нар. 17 квітня 1954 — пом. 31 липня 2015), більш відомий як «Роуді» Родді Пайпер (англ. «Rowdy» Roddy Piper), був канадським професійним реслером і актором.
У професійному реслінгу Пайпер був найбільш відомий міжнародній аудиторії завдяки своїй роботі у Світовій Федерації Реслінгу (WWF, нині WWE) та World Championship Wrestling (WCW) у період з 1984 по 2000 роки. Хоча він був канадцем, Пайпер вважався вихідцем з Глазго і був відомий своїм фірмовим кілтом і волинкою у музичній темі виходу до рингу; це було пов'язано з його шотландським походженням. Пайпер отримав прізвиська «Rowdy» і «Hot Rod», демонструючи свою фірмову «шотландську» запальність, спонтанність і кмітливість. За словами The Daily Telegraph, його «багато хто вважає найбільшим екранним лиходієм у реслінгу усіх часів».
Одна з найбільш впізнаваних зірок реслінгу, Пайпер був хедлайнером багатьох PPV, включаючи головні щорічні події WWF та WCW, WrestleMania та Starrcade. Він здобув 34 чемпіонські титули та вів популярну рубрику-інтерв'ю WWF/WWE «Piper's Pit», яка сприяла численним кейфебним ворожнечам. У 2005 році Пайпер був введений до Зали слави WWE Ріком Флером, який назвав його «найобдарованішим артистом в історії професійного реслінгу».
Поза реслінгом Пайпер знявся в десятках фільмів і телешоу. Зокрема, він зіграв головну роль Джона Нада у культовому фільмі 1988 року «Вони живуть» та епізодичну роль божевільного професійного реслера на ім'я Да' Маніяк у комедійному серіалі «У Філадельфії завжди сонячно» на каналі FX.

## Фільмографія
| Рік  |   | Українська назва  | Оригінальна назва | Роль                     |
| ---- | - | ----------------- | ----------------- | ------------------------ |
| 1978 | ф | Один-єдиний       | The One and Only  | Джо Грейді               |
| 1986 | ф | Удар тулубом      | Body Slam         | Рік «Quick Rick» Робертс |
| 1988 | ф | Вони живуть       | They Live         | Джон Нада                |
| 1988 | ф | Пекло у Фрогтауні | The One and Only  | Сем Хелл                 |